# Känsö karantänsanläggning

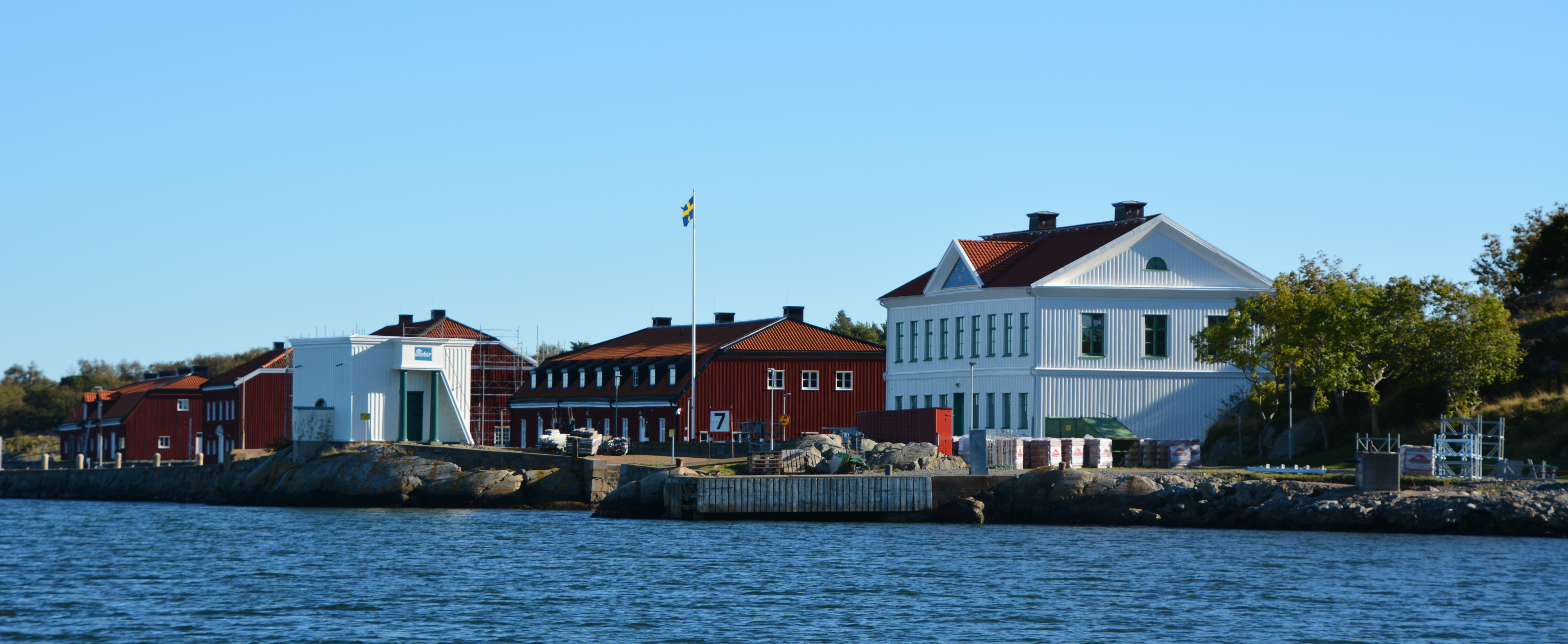
Känsö karantänsstation med det vita Kanslihuset i förgrunden.

Karta från 1818 som visar läge och inlopp för Känsö Karantänstation.

Känsö karantänsanläggning är en tidigare smittskyddsinstitution på Känsö utanför Göteborg. Flertalet byggnader är statligt byggnadsminne (SBM) sedan 10 november 1939. Samtalspaviljongen, Parloiren, är en i sitt slag världsunik byggnad.
När Sverige på 1700-talet började handla allt mer med främmande länder följde även smittsamma sjukdomar som pest med. En första karantänsanläggning på Känsö inrättades 1771, varvid uppfördes ett magasin och ett tvåvånings bostadshus. Stationen drogs in redan året därpå, varefter byggnaderna utnyttjades för en station för valfångst på Grönland, trankokeri och sillsalteri. Från denna senare tid kvarstår idag en byggnad från 1800, som ursprungligen var tunnbinderiverkstad för sillsalteriet.
Sillsalterier växte fram längs hela Västkusten under 1700-talets sillperiod. Till det behövdes salt och det importerades från Medelhavet och där härjade "Gula febern". Karantänanstalterna öppnades igen.
Hovrätten konstaterade i en dom från i maj 2009, att det råder enighet om att Känsö före år 1812 ägdes av Brännöborna. Frågan i målet har därför varit om staten förvärvat äganderätten därefter. Staten har gjort gällande köp, expropriation eller hävd eller en kombination av dessa olika slags förvärv. Hovrätten anser emellertid att staten inte har visat något giltigt förvärv från och med år 1812 och konstaterar att samtliga delägare i Brännö Bys skifteslag, inte endast de tre som överklagat, därmed ska anses ha bättre rätt än staten till Känsö. Uppgiften om att, "År 1805 träffade Kronan, enligt vad staten senare hävdat, en överenskommelse med åborna på Brännö, som av hävd utnyttjat ön, att överta Känsö för att bygga upp en permanent karanstänsanläggning där" har därmed visat sig felaktig.
Mellan 1816 och 1819 uppförde staten en anläggning under ledning av fortifikationsingenjören Jacob Forsell, som också blev stationens första chef från 1818 till sin död 1832. I anläggningen ingick en hamn, ett utkikstorn och ett kanonbatteri, samt ett drygt tiotal byggnader. För arbetet anlitades som högst 150 indelta soldater från Bohusläns regemente eller Älvsborgs regemente och upp till omkring 50 civila hantverkare.
För att minska smittrisken restes fyra av byggnaderna på anlagda stenkistor i en rad tvärs över en grund havsvik, förenade med ön genom en stenkaj med vindbryggor till land och mellan byggnaderna.

## Historia
Det varierade från år till år hur många fartyg som togs emot vid anläggningen. År 1805 var det 174 fartyg men därefter minskade antalet för att öka igen efter 1808.
Personalen som arbetade på Känsö 1819 var karantänbefälhavare, karantänläkare, kassör, materialförvaltare, sekreterare, underofficer, vaktmästare, soldater och matroser. Matroser och drängar bodde i tjänstebostäder på Känsö. En familj kunde ofta ha åtta barn och samsades i ett rum och kök.
När lasten skulle renas lossades den från fartyget och las i ett magasin där den röktes med svavelföreningar.
Patienter hissades upp i Pestsjukhuset igenom en lucka i golvet. De badades, befriades från sina kläder och gneds in med ättika. Sjukrummen rengjordes och röktes varje dygn.
År 1857 togs karantänen mot kolera bort och aktiviteten på Känsöanläggning minskade åter drastiskt. År 1858 blev Känsö dock officiell karantänplats även för Danmark, Ryssland, Mecklenburg-Schwerin, Lübeck och Travemünde.
År 1879 återkom pesten i Ryssland och arbetet på Känsö karantänsanläggning återupptogs. Sundhetsnämnden tog över kontrollerna och lånade observationssjukhuset på Känsö. År 1884 hade koleran kommit till Frankrike och Spanien varvid beredskapen ökade. Kunskapen om bakteriernas roll för sjukdomsspridning gjorde Medicinalstyrelsen intresserad av karantänverksamheten på Känsö. Inrättningen blev därmed en medicinsk angelägenhet. Istället för rökning började man använda desinficering. Säng- och gångkläder hettades upp till 100 grader med torr värme eller ånga. Fartyg och varor tvättades med karbolsyrelösning.
År 1892 blev Ryssland och Finland kolerasmittat. Fartygen stod i kö för observation och desinfektion utanför Känsö. Sverige klarade sig dock från epidemin.
Under första världskriget härjade fläckfebern som spreds med klädlöss. En skrubb inrättades i badhuset på Känsö där kläder som misstänktes innehålla löss röktes med cyanväte.
Under åren 1884–1922 togs totalt 929 fartyg in för observation och 15 för desinfektion.
1912 började man även kontrollera om fartygen hade råttor då man förstått att dessa kan sprida sjukdomssmitta.
Anläggningen ser i huvudsak likadan ut idag som under första hälften av 1800-talet. Ett par byggnader har rivits eller blåst ned. Karantänsanläggningen var i bruk till 1918, då den siste patienten i karantän vistades där, en lots misstänkt för kolera. Stationen lades formellt ned 1934, varefter ön och anläggningen har disponerats av marinen.

## Byggnader i urval

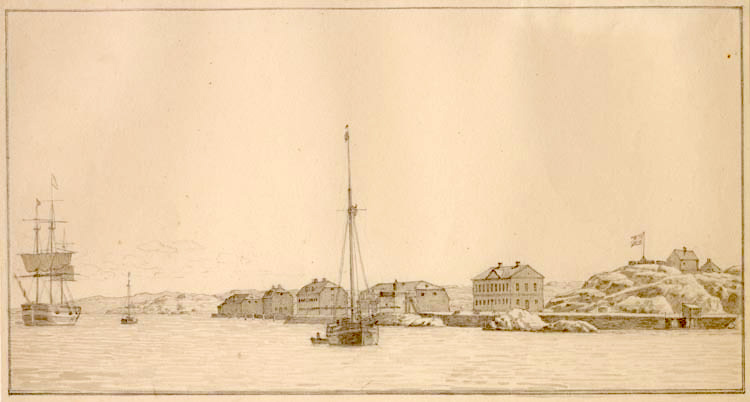
Känsö karantänsanläggning. Pennteckning utförd av Christoffer Wilhelm Eckersberg 1832.

Fastighetsbeteckningen är Brännö S:86.
- Kanslihuset, (SBM)
- Parloiren, 1818, samtalsbyggnad, (SBM)
- Pestlasarettet, 1817, (SBM)
- Observationssjukhuset, 1817–18, nu värnpliktanläggning
- Magasin I, 1817, nu värnpliktanläggning
- Magasin II, 1817, nu kök och matsal
- Rydells värdshus, 1820, nu utbildningslokaler
- Matroskasernen, 1902
- Corps de garde, 1805, byggnad för inkvartering av soldater på kanonbatteriskansen
- Bagarstugan, 1800, ursprungligen tunnbinderiverkstad
- Pavillon, 1820, lusthus i parken
- Källare, troligen 1862
- Känsö torn, 1817–18, utkikstorn, (SBM)

## Bilder

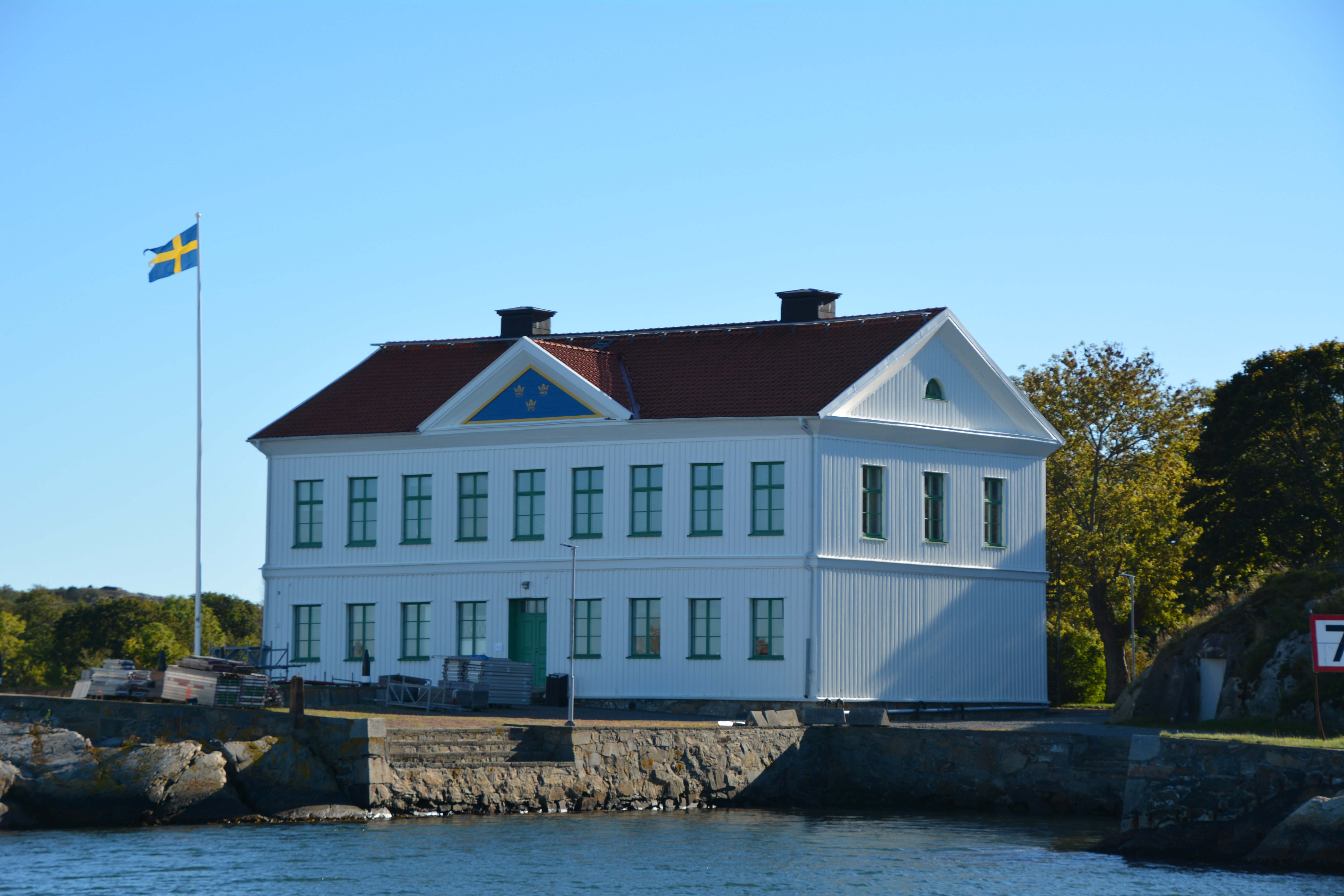
Kanslihuset.
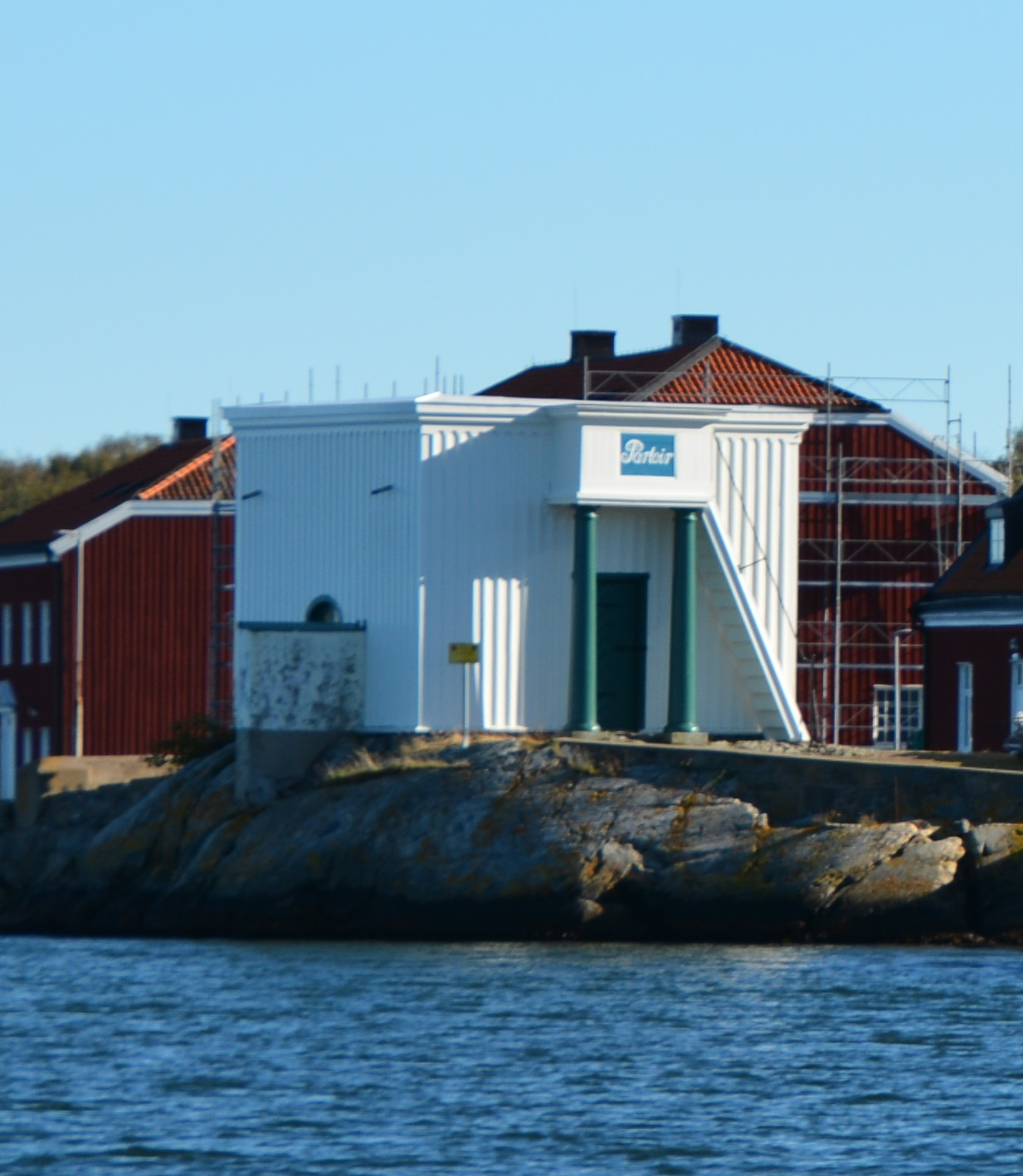
Parloiren.
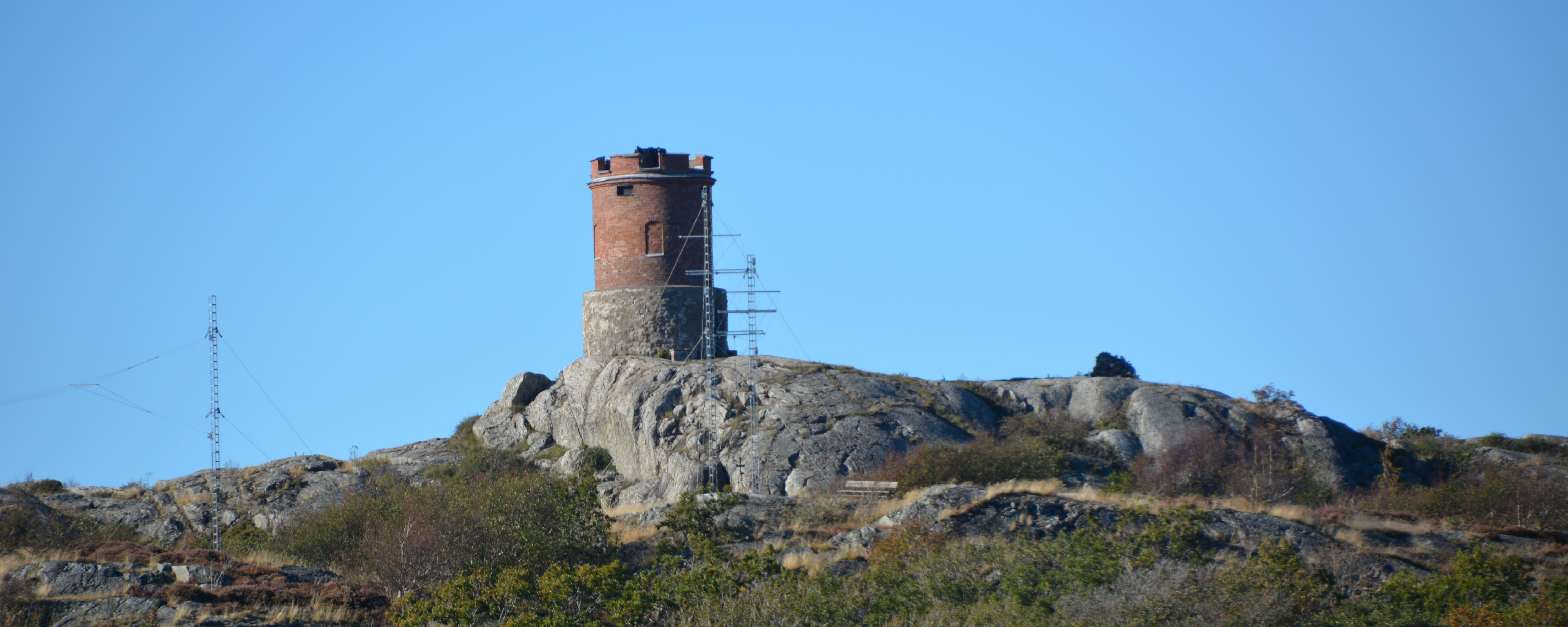
Känsö torn.